# FOCINE
FOCINE, ou Compañía de Fomento Cinematográfico (littéralement « Société de développement cinématographique »), est une institution d'État fondée en 1978 en Colombie afin d'administrer le fonds de soutien cinématographique qui avait été créé en 1976, puis disparue en 1993.

## Histoire
La Compañía de Fomento Cinematográfico (FOCINE) est fondée le 28 juillet 1978 en Colombie, via le décret 1244, durant le mandat présidentiel d'Alfonso López Michelsen. Elle a pour mission d'administrer un « fonds spécial destiné exclusivement à financer l'industrie cinématographique » défini selon le décret 950 de 1976. FOCINE était une institution d’État dépendant du Ministère des communications colombien, qui a permis la réalisation de vingt-neuf longs métrages ainsi que de nombreux courts métrages et documentaires. Parmi tous les longs métrages suivis par FOCINE, un seul parvint à réaliser des bénéfices : Tiempo de morir (1986), un film qui se basa sur l'une des œuvres de l'écrivain colombien Gabriel García Márquez.
Cependant, la corruption au sein de FOCINE a conduit l'institution à déposer le bilan en 1993, entraînant une diminution de la production d’œuvres cinématographiques en Colombie. Cette décision fut validée via le décret 2125 du 29 décembre 1992.
La fin de FOCINE n'a cependant pas empêché les réalisateurs de produire sans aide de l’État par la suite. C'est par exemple le cas de La Petite Marchande de roses qui a été produit grâce au travail et aux ressources du réalisateur Erwin Gögel sous la direction de Víctor Gaviria en 1998.